# Black (film)
Black (hindi: ब्लॅक, urdu: بلاک) to nagrodzony wieloma nagrodami dramat bollywoodzki wyreżyserowany w 2005 roku przez Sanjaya Leeli Bhansaliego, autora Devdas i Prosto z serca. W rolach głównych grają sławni aktorzy indyjscy Amitabh Bachchan i Rani Mukerji. Tematem tego filmu jest wyprowadzanie z ciszy i ciemności niewidomej i głuchej dziewczyny i pełna miłości relacja między uczennicą a nauczycielem. W tej opowieści komuś, kto przed spotkaniem z nauczycielem nie umie zawołać: "mamo!", udaje się ukończyć uczelnię. Inspiracją dla tego filmu jest historia Helen Keller i jej nauczycielki Anne Sullivan, film ma też odniesienia do filmu z 1962 roku Cudotwórczyni.
W 2005 roku Indiatimes Movies film zaliczono do 25 najbardziej godnych uwagi filmów Bollywoodu (Top 25 Must See Bollywood Films).

## Fabuła
Catherine (Shernaz Pate) i jej mąż Paul McNally (Dhritiman Chatterjee) są przybici. Od lat nie są w stanie porozumieć się ze swoją głuchoniemą i niewidomą córeczką Michelle. Brak kontaktu czyni niemożliwym wychowanie jej. Dziewczynka zachowuje się jak dzikie zwierzątko. Ojciec postanawia oddać ją do zakładu opiekuńczego, ale matka szuka nadziei na pomoc zatrudniając Debraja Sahai (Amitabh Bachchan), nauczyciela głuchoniemych dzieci. Dla pogrążającego się w alkoholizmie Debraja ta sytuacja staje się okazją do zmiany życia, odzyskania jego sensu. Próbuje on postawić granice dziewczynce, ale jego metody są tak drastyczne, że ojciec Michelle każe mu opuścić dom. Debraj korzystając z wyjazdu pana domu namawia matkę, aby pozwoliła mu przez 20 dni do powrotu ojca popracować z Michelle. Obiecuje on w tym czasie przeniknąć w jej ciemność i pomóc jej przyswoić sobie znaczenie słów. Eksperyment kończy się sukcesem i Debraj zostaje nauczycielem Michelle. Mijają lata. Z dziewczynki wyrasta młoda kobieta (Rani Mukerji, ambitnie walcząca o przyjęcie, a z czasem o ukończenie uczelni. Jej nauczyciel jest najbliższą jej osobą, wszędzie jej towarzyszy, jest jej oczyma, jej uszami, pomaga jej tłumacząc wykłady. Michelle z trudem i powoli przyswaja sobie wiedzę na studiach. Tymczasem ciemność zaczyna otaczać jej nauczyciela. Tym razem to on stopniowo przestaje rozumieć znaczenie słów. Postępująca choroba Alzheimera odbiera mu pamięć o otaczającym świecie.

## Obsada
- Amitabh Bachchan – Debraj Sahai
- Rani Mukerji – Michelle McNally
- Ayesha Kapoor – młoda Michelle McNally
- Shernaz Patel – Catherine McNally
- Dhritiman Chatterjee – Paul McNally
- Nandana Sen – Sarah McNally
- Sillo Mahava – pani Gomes
- Mahabanoo Mody-Kotwal – pani Nair

## Nagrody
- „Time Magazine” (Europa) umieścił ten film na liście 10 najlepszych filmów 2005 roku (na piątej pozycji)
- Film wpisano w Indiach przez „Filmfare Magazine” na listę „25 bollywoodzkich filmów koniecznych do obejrzenia”[1].
- Bachchan uzyskał Indian National Film Award dla najlepszego Aktora roku 2006.
- Black był głównym zwycięzcą Nagrody Filmfare:
  - Nagroda Filmfare dla Najlepszego Filmu – Sanjay Leela Bhansali
  - Nagroda Filmfare dla Najlepszego Reżysera – Sanjay Leela Bhansali
  - Nagroda Filmfare dla Najlepszego Aktora – Amitabh Bachchan
  - Nagroda Filmfare dla Najlepszej Aktorki – Rani Mukerji
  - Nagroda Krytyków Filmfare dla Najlepszego Filmu – Sanjay Leela Bhansali
  - Nagroda Filmfare Krytyków dla Najlepszego Aktora – Amitabh Bachchan i Rani Mukerji
  - Nagroda Filmfare dla najlepszej aktorki drugoplanowej – Ayesha Kapoor
  - Nagroda Filmfare za najlepszą edycję – Bela Sehgal
  - Nagroda Filmfare za najlepsze zdjęcia – Ravi K. Chandran
  - Nagroda Filmfare za najlepsze udźwiękowienie – Monty Sharma
- 2006 Nagrody IIFA:
  - Najlepszy film
  - Najlepszy reżyser – Sanjay Leela Bhansali
  - Najlepszy aktor – Amitabh Bachchan
  - Najlepsza aktorka – Rani Mukherjee
  - Najlepsza aktorka Drugoplanowa – Ayesha Kapur
  - Najlepsze zdjęcia – Ravi K. Chandran
  - Najlepsza edycja – Bela Sehgal
  - Najlepsze udźwiękowienie – Anup Dev
  - Najlepsza muzyka – Monty Sharma

## Ciekawostki
- Film jest nietypowy dla Bollywood ze względu na długość trwania (tylko 122 minuty) oraz brak tańców i śpiewów.
- Film bazuje na wspomnieniach Helen Keller "The Story of My Life". Reżyser Bhansali traktuje ten film jako przedłużenie swego wysoko ocenionego przez krytykę debiutu Khamoshi: The Musical (1996). Inspiracją dla obu filmów była jego wizyta w Instytucie Helen Keller.
- Kareena Kapoor odmówiwszy reżyserowi w jego trzech poprzednich filmach ("Khamoshi: The Musical" 1996, Hum Dil De Chuke Sanam (1999), Devdas (film) (2002)) w końcu zgodziła się na rolę w jego filmie. Potem jednak Amitabh Bachchan odmówił współpracy z nią z powodu zerwanych zaręczyn jej siostry Karismy Kapoor z jego synem Abhishek Bachchanem. Rolę przejęła Rani Mukherjee. Zdecydowała się na nią mimo początkowych wątpliwości, czy jest w stanie zagrać tak trudną rolę[2].
- Akcja filmu rozgrywa się w Simla. W tle widać plakaty z filmów Charlie Chaplina ("The Kid" - 1921 i "The Gold Rush - 1925). Sposób chodzenia bohaterów Chaplina widzimy też w stylu poruszania się głównej bohaterki.
- Reżyser w nazwie filmu nawiązał do swojego ulubionego koloru.